# Näradödenupplevelse
Näradödenupplevelser, eller nära döden-upplevelser, är tillstånd som ibland beskrivs av personer som har varit nära att dö eller kliniskt döda men återvänt till livet. Upplevelserna innehåller förändrade sinnesintryck såsom starka ljusfenomen. De tolkas ofta som bevis för ett efterliv, men kan möjligen också förklaras med syrebrist i hjärnan. För många leder upplevelsen till en uppfattning om att döden inte innebär tillvarons slut.
Näradödenupplevelse blandas ofta samman med det närbesläktade ut-ur-kroppen-upplevelse (astral projektion).

## Upplevelser

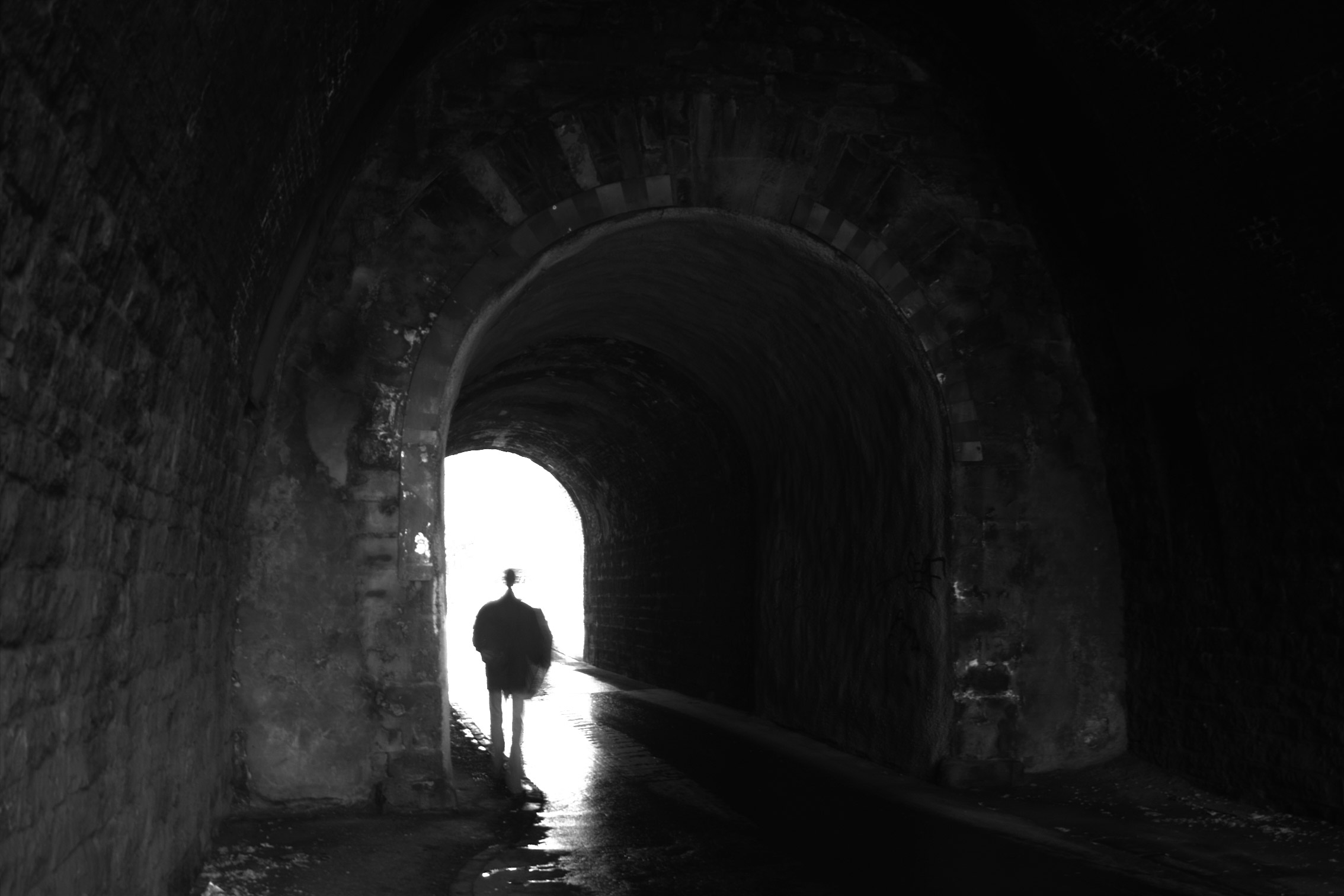
Fotografisk illustration över en näradödenupplevelse med en person mot en ljustunnel.

Det är vanligt med en känsla av samhörighet med världsalltet och att se personer sväva mot en ljustunnel. Ofta möter den som har en näradödenupplevelse döda släktingar eller vänner, eller religiösa personligheter. Det skiljer sig beroende på den religion och kultur personen tillhör: Kristna möts av Jesus, hinduer rider på heliga kor mot tunneln, och så vidare.
Ibland förekommer utanför kroppen-upplevelser då vederbörande svävar omkring i rummet, och tycker sig se vad som pågår runt sin egen kropp och i salen, med läkare och andra personer.
Så småningom märker personen att denna rycks tillbaka mot kroppen, ibland motvilligt. Sedan vaknar den upp.
Det finns metoder för att framkalla liknande tillstånd. Fram till modern tid var extatiska upplevelser förknippade med himmelriket eller helvetet, och många mystiker och helgon har beskrivit sådana berättelser. Astronauter och piloter upplever samma tillstånd under tillstånd av starkt fysiskt tryck som får dem att förlora medvetandet. Andningstekniker som Holotropic breathwork och droger såsom LSD, Ibogain, Meskalin eller Ayahuasca ger liknande tillstånd.

## Förekomst
Näradödenupplevelser kan spåras i så gamla skrifter som Gilgamesheposet, flera århundraden före Kristus. En annan som har beskrivit samma sak är munken Beda den Vördnadsvärde, på 700-talet.
Upplevelserna är relativt vanliga då modern teknik har möjliggjort lyckade återupplivningar vid hjärtstillestånd. I en informell undersökning i Tyskland tillfrågades 4 000 personer, varav knappt 5 % uppgav sig ha upplevt en näradödenupplevelse. En undersökning i USA (1982) pekar på att runt 2,5 % (8 miljoner) har haft en näradödenupplevelse.

## Medicinsk förklaring
Inom vetenskaplig medicin anser man att nära-döden-känslan beror på en förändring i blodflödet till hjärnan, vilket ger hallucinationer när hjärnan saknar syre.
Ett tvärvetenskapligt försök att undersöka fenomenet görs i "International Association for Near-Death Studies" (IANDS) som samlar berättelser från runt om i världen.
Neurokirurgen Eben Alexander beskriver i sin bok "Journey into the Afterlife" 2012 egna erfarenheter av nära-döden-upplevelser under en veckolång period i koma och avfärdar där dittillsvarande försök till medicinska förklaringar.

### Personliga berättelser
- Ritchie, George: Från andra sidan, Harrier 1983. ISBN 91-7068-195-3
- Eadie, Betty: Omsluten av ljuset, Forum 1994. ISBN 91-37-10469-1
- Brinkley, Dannion: Räddad av ljuset, Natur & Kultur 2000. ISBN 91-27-08001-3
- Storm, Howard: Så upplevde jag döden Vingårdens förlag 2005. ISBN 0-385-51376-3
- Alexander Eben: Till himlen och tillbaka. En neurokirurgs nära-döden-upplevelse. Forum 2014. ISBN 978-91-37-14195-4